# 第63回ベルリン国際映画祭
第63回ベルリン国際映画祭は、2013年2月7日から17日までドイツのベルリンで開催された。
審査員長は香港の映画監督であるウォン・カーウァイが務め、彼の映画『グランド・マスター』がオープニング作品となった。
名誉金熊賞はフランスのドキュメンタリー映画作家のクロード・ランズマンへ贈られた。イタリアの女優イザベラ・ロッセリーニとドイツの映画監督ローザ・フォン・プラウンハイム、アメリカ合衆国の映画監督リチャード・リンクレイターの3名にベルリナーレ・カメラが送られた。

## 受賞結果
金熊賞：『私の、息子』 （カリン・ピーター・ネッツァー）
銀熊賞
- 審査員グランプリ：『鉄くず拾いの物語』 （ダニス・タノヴィッチ）
- 監督賞：デヴィッド・ゴードン・グリーン （『セルフィッシュ・サマー』）
- 男優賞：ナジフ・ムジッチ （『鉄くず拾いの物語』）
- 女優賞：パウリナ・ガルシア （『グロリアの青春』）
- 脚本賞：ジャファール・パナヒ、カンブジア・パルトヴィ （『閉ざされたカーテン』）
- 芸術貢献賞：エミール・バイガジン （『Uroki garmonii』）
- アルフレッド・バウアー賞：デニス・コート （『ヴィクとフロ 熊に会う』）
- 特別表彰： 『プロミスト・ランド』 （ガス・ヴァン・サント）

## 審査員
以下の人物が審査員を務める。
- ウォン・カーウァイ （ 香港/映画監督）審査員長
- スサンネ・ビア （ デンマーク/映画監督）
- アンドレアス・ドレーゼン（英語版） （ ドイツ/映画監督）
- エレン・クラス （ アメリカ合衆国/映画監督）
- シリン・ネシャット（英語版） （ イラン/アーティスト・映画監督）
- ティム・ロビンス （ アメリカ合衆国/俳優）
- アティナ・ラシェル・ツァンガリ（英語版） （ ギリシャ/映画監督）

## コンペティション部門
以下の作品がコンペティション部門に選ばれた。
| 日本語題                                  | 原題                                      | 監督                                        | 製作国                                       |
| ----------------------------------------- | ----------------------------------------- | ------------------------------------------- | -------------------------------------------- |
| グロリアの青春                            | Gloria                                    | セバスティアン・レリオ                      | チリ スペイン                                |
| ヘウォンの恋愛日記                        | 누구의 딸도 아닌 해원                     | ホン・サンス                                | 韓国                                         |
| パラダイス：希望                          | Paradies: Hoffnung                        | ウルリヒ・ザイドル                          | オーストリア フランス ドイツ                 |
| 私の、息子                                | Poziţia Copilului                         | カリン・ピーター・ネッツァー                | ルーマニア                                   |
| プロミスト・ランド                        | Promised Land                             | ガス・ヴァン・サント                        | アメリカ合衆国                               |
| カミーユ・クローデル ある天才彫刻家の悲劇 | Camille Claudel 1915                      | ブリュノ・デュモン                          | フランス                                     |
| ミス・ブルターニュの恋                    | Elle s'en va                              | エマニュエル・ベルコ                        | フランス                                     |
| 鉄くず拾いの物語                          | Epizoda u životu berača željeza           | ダニス・タノヴィッチ                        | ボスニア・ヘルツェゴビナ フランス スロベニア |
|                                           | Gold                                      | トーマス・アルスラン                        | ドイツ                                       |
|                                           | La Religieuse                             | ギョーム・ニクルー                          | フランス ドイツ ベルギー                     |
|                                           | Layla Fourie                              | ピア・マレ                                  | ドイツ 南アフリカ共和国 フランス オランダ    |
| バレット・オブ・ラヴ                      | The Necessary Death of Charlie Countryman | フレドリック・ボンド                        | アメリカ合衆国                               |
| 閉ざされたカーテン                        | Parde                                     | ジャファール・パナヒ カンブジア・パルトヴィ | イラン                                       |
| サイド・エフェクト                        | Side Effects                              | スティーヴン・ソダーバーグ                  | アメリカ合衆国                               |
| ヴィクとフロ 熊に会う                     | Vic et Flo ont vu un ours                 | デニス・コート                              | カナダ                                       |
|                                           | Долгая счастливая жизнь                   | ボリス・クレブニコフ                        | ロシア                                       |
| セルフィッシュ・サマー                    | Prince Avalanche                          | デヴィッド・ゴードン・グリーン              | アメリカ合衆国                               |
| ハーモニー・レッスン                      | Uroki garmonii                            | エミール・バイガジン                        | カザフスタン ドイツ                          |
|                                           | W imię...                                 | マルゴスカ・シュモウスカ                    | ポーランド                                   |

## コンペティション外
以下の作品はコンペティション外で上映される。
| 日本語題                       | 原題                  | 監督                                | 製作国                   |
| ------------------------------ | --------------------- | ----------------------------------- | ------------------------ |
| クルードさんちのはじめての冒険 | The Croods            | カーク・デミッコ クリス・サンダース | アメリカ合衆国           |
| ビフォア・ミッドナイト         | Before Midnight       | リチャード・リンクレイター          | アメリカ合衆国 ギリシャ  |
| ダーク・ブラッド               | Dark Blood            | ジョルジュ・シュルイツァー          | アメリカ合衆国 オランダ  |
| リスボンに誘われて             | Night Train to Lisbon | ビレ・アウグスト                    | ドイツ スイス ポルトガル |

## パノラマ部門
以下の作品がパノラマ部門に選ばれた。
| 日本語題                   | 原題                                    | 監督                                        | 製作国                              |
| -------------------------- | --------------------------------------- | ------------------------------------------- | ----------------------------------- |
|                            | Baek Ya                                 | 李宋喜一                                    | 韓国                                |
|                            | Chemi Sabnis Naketsi                    | Zaza Rusadze                                | ジョージア                          |
|                            | Dduit-dam-hwa: Gam-dok-i-mi-cheot-eo-yo | イ・ジェヨン                                | 韓国                                |
|                            | Deshora                                 | Barbara Sarasola-Day                        | アルゼンチン コロンビア ノルウェー  |
| ドン・ジョン               | Don Jon                                 | ジョゼフ・ゴードン＝レヴィット              | アメリカ合衆国                      |
| フランシス・ハ             | Frances Ha                              | ノア・バームバック                          | アメリカ合衆国                      |
|                            | Habi, la extranjera                     | Maria Florencia Alvarez                     | アルゼンチン ブラジル               |
| わが人生3つの失敗          | Kai Po Che!                             | アビシェク・カプール                        | インド                              |
| クロエの祈り               | Inch'Allah                              | アナイス・バルボ＝ラヴァレット              | カナダ                              |
|                            | Kashi-ggot                              | イ・ドング                                  | 韓国                                |
|                            | La Piscina                              | Carlos Machado Quintela                     | キューバ ベネズエラ                 |
| ラヴレース                 | Lovelace                                | ロブ・エプスタイン ジェフリー・フリードマン | アメリカ合衆国                      |
|                            | Meine Schwestern                        | Lars Kraume                                 | ドイツ                              |
| ロック・ザ・カスバ!        | Rock the Casbah                         | Yariv Horowitz                              | イスラエル                          |
| 雨があがったら             | Tanta Agua                              | アナ・グエバラ レティシア・ホルゲ           | ウルグアイ メキシコ オランダ ドイツ |
| オーバー・ザ・ブルースカイ | The Broken Circle Breakdown             | フェリックス・ヴァン・フルーニンゲン        | ベルギー                            |